# Häädetjärvi
Häädetjärvi är en sjö i Finland. Den ligger i Parkano stad i landskapet Birkaland, i den sydvästra delen av landet, 240 km nordväst om huvudstaden Helsingfors. Häädetjärvi ligger 149,3 meter över havet. I omgivningarna runt Häädetjärvi växer i huvudsak blandskog. Arean är 99,8 hektar och strandlinjen är 7,33 kilometer lång. Sjön  ingår i Kumo älvs huvudavrinningsområde. 